# Зелёные ботинки
Зелёные боти́нки (англ. Green Boots) — труп альпиниста в ярко-зелёных ботинках, который являлся широко известной отметкой высоты 8500 м на северо-западном склоне Эвереста.

## История
Впервые снял на видео «Зелёные ботинки» французский альпинист Пьер Паперон 21 мая 2001 года. На видео тело лежит на левом боку, головой к вершине. Согласно отчёту Паперона, шерпы сказали ему, что это тело китайского альпиниста, который пытался взойти на Эверест 6 месяцами ранее.
В 2006 году другой альпинист, носивший зелёные ботинки, — Дэвид Шарп — погиб на Эвересте, причём ряд альпинистов прошли мимо него, когда он был ещё жив, думая, что это «Зелёные ботинки». На следующий год тело Шарпа было по просьбе его семьи спущено с горы. Из-за расходов, трудностей и опасности такой вид работ проводится крайне редко.
По прошествии времени тело стало ориентиром на северном маршруте, и многие альпинисты связывали его с погибшим Дэвидом Шарпом.
В 2014 году, однако, «Зелёные ботинки» пропали из виду. Ирландский альпинист Ноэль Ханна, побывавший на вершине в мае 2014 года, отметил, что большая часть тел, находившихся на северном склоне, пропала бесследно. «Я на 95 % уверен, что он был передвинут или похоронен под камнями», — сообщил Ханна. В 2017 году члены российской команды из «Клуба 7 вершин» заявили, что видели на склоне горы тело, которое идентифицировали как «Зелёные ботинки».
Считается, что тело на самом деле принадлежит члену индийской экспедиции Цевангу Палджору, который погиб во время трагических событий 1996 года. Но возможно, что это другой член той же группы — Дордже Моруп. Всего в группе, попавшей в буран во время восхождения, было шесть человек. Трое из них решили вернуться, но трое других (включая Морупа и Палджора) продолжили восхождение. Позже они сообщили по рации, что достигли вершины, однако после этого не выходили на связь.

## Идентификация

### Цеванг Палджор
Наиболее распространено представление, что «Зелёные ботинки» — это индийский альпинист Цеванг Палджор, который был обут в зелёные сапоги Koflach в день, когда он и двое других членов команды совершали восхождение в 1996 году. Однако возможно, что это может быть труп и другого члена той же команды — Дордже Морупа. Из-за плохой погоды в сезон 1996 года на Эвересте погибли 15 альпинистов, в том числе пятеро — из экспедиций Adventure Consultants и Mountain Madness на юго-восточном маршруте и трое индийцев на северо-восточном маршруте (это были альпинисты из экспедиции индо-тибетской пограничной полиции. Экспедицию возглавлял комендант Мохиндер Сингх, и это было первое индийское восхождение на Эверест с восточной стороны.

### Дордже Моруп
Хотя принято считать, что «Зелёные ботинки» — это тело констебля Цеванга Палджора, статья 1997 года под названием «Индийское восхождение на Джомолунгму по северному склону», опубликованная П. М. Дасом, заместителем руководителя экспедиции в Гималайском журнале, выдвигает версию о том, что «Зелёными ботинками» может быть Ланс Найк Дордже Моруп. Дас писал, что два альпиниста были замечены на спуске благодаря их налобным фонарям в 19:30, хотя вскоре они были потеряны из вида. На следующий день лидер второй группы экспедиции связался по рации с базовым лагерем, сообщив, что они столкнулись с Морупом, медленно двигающимся между Первой и Второй ступенями. Дас писал, что Моруп «отказался надевать перчатки на свои обмороженные руки» и «испытывал трудности с отсоединением своего карабина безопасности в опорных точках». Согласно Дасу, японская команда помогла ему перейти к следующему участку каната.

## Тела на Эвересте
«Зелёные ботинки» вошёл в список двух сотен трупов, покоящихся на Эвересте. Неизвестно, когда именно термин «Зелёные ботинки» вошёл в жаргон альпинистов Эвереста. За годы он распространился, так как все экспедиции северного склона замечали труп альпиниста, свернувшегося в пещерке из известняка. Пещера расположена на высоте 8500 м, и в ней валяются баллоны кислорода. Она расположена ниже Первой ступени пути. Также была известна «Спящая красавица» — тело американской альпинистки Фрэнсис Дистефано-Арсентьев (супруги российского альпиниста Сергея Арсентьева), погибшей в 1998 году во время неудачного спуска с Эвереста (в 2007 году её останки были сброшены в пропасть).
Трупы альпинистов на Эвересте сложно эвакуировать, поскольку вертолёты не достигают такой высоты, при этом тела хорошо сохраняются ввиду постоянных отрицательных температур.